# Peter Whiteford

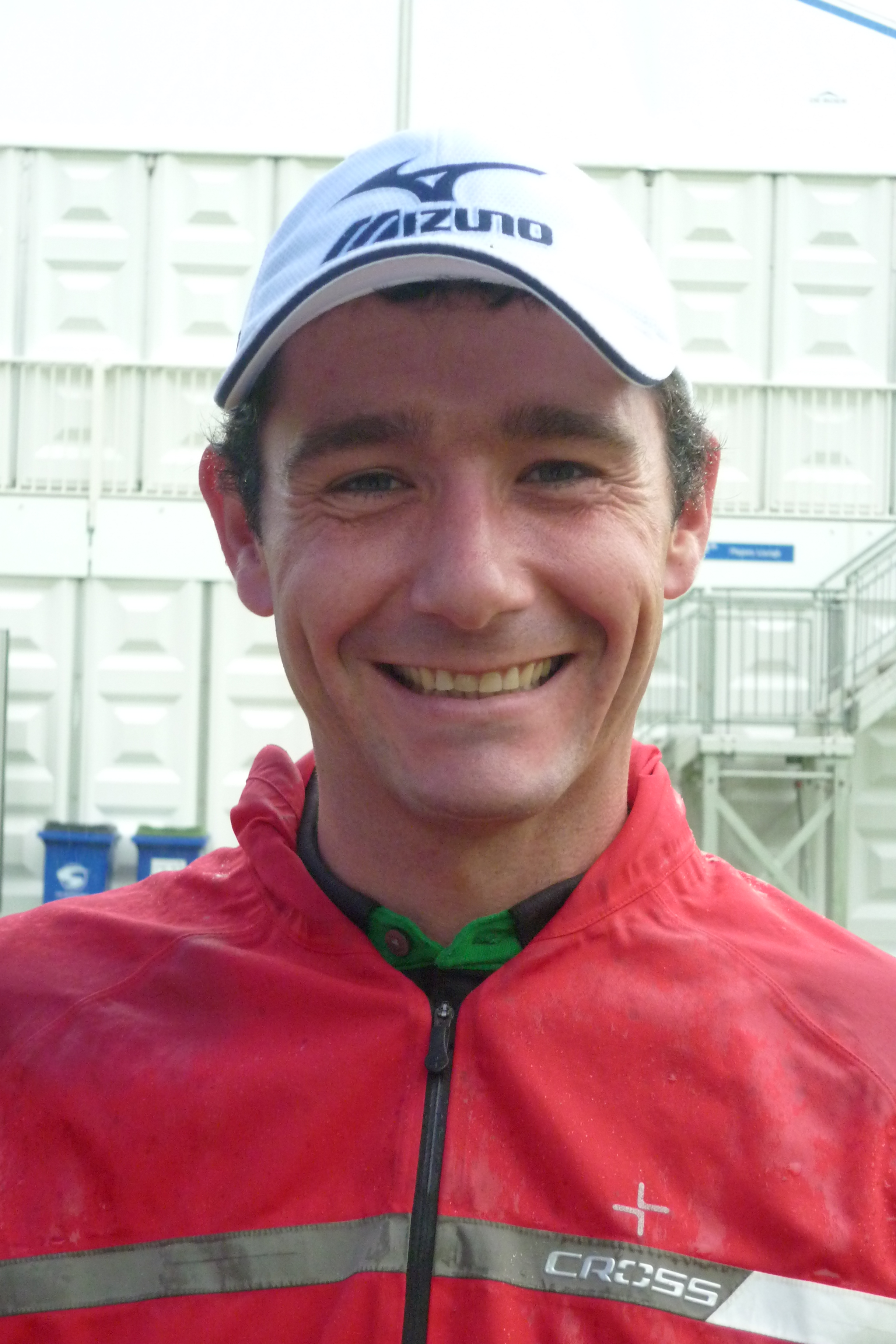
KLM Open 2010.

Peter Whiteford (Kirkcaldy, 3 maart 1980) is een Schotse golfprofessional.

## Amateur
Als amateur heeft Peter Whiteford Schotland vertegenwoordigd in de Boys (tot 18) en Youth teams (tot 21).

## Professional
In 2002 is Whiteford professional geworden. Sindsdien gaat hij bijna ieder jaar naar de Tourschool. 
In 2007 speelde hij de  Dutch Futures op Houtrak, waar hij de beste ronde van zijn leven speelde toen hij een 63 maakte en won. Twee weken later won hij de Doc Salbe PGA European Challenge in Golf & Vital Park Bad Waldsee met een score van 266 (-22), hij maakte 21 birdies, twee eagles en maar drie bogies. Hiermee had hij voldoende verdiend om in 2008 op de Europese PGA Tour te mogen spelen.

In april 2008 werd hij gedeeld 8ste in China, zijn eerste top-10 positie, maar de rest van het seizoen viel tegen.

In 2009 miste hij de eerste vier toernooien op de Europese Tour (ET) de cut. Het vijfde toernooi was het Saint-Omer Open waar hij gedeeld 15de werd, daarna speelde hij vooral op de Challenge Tour. In juni eindigde hij met een score van -9 op de 3de plaats bij het Challenge of Ireland samen met Peter Baker achter Engelsman Robert Coles, die de play-off tegen de Belg Nicolas Colsaerts won.

#### Gewonnen
Challenge Tour
- 2007:  Dutch Futures, Doc Salbe PGA European Challenge
- 2009: Apulia San Domingo Grand Final